# Jakobssegen

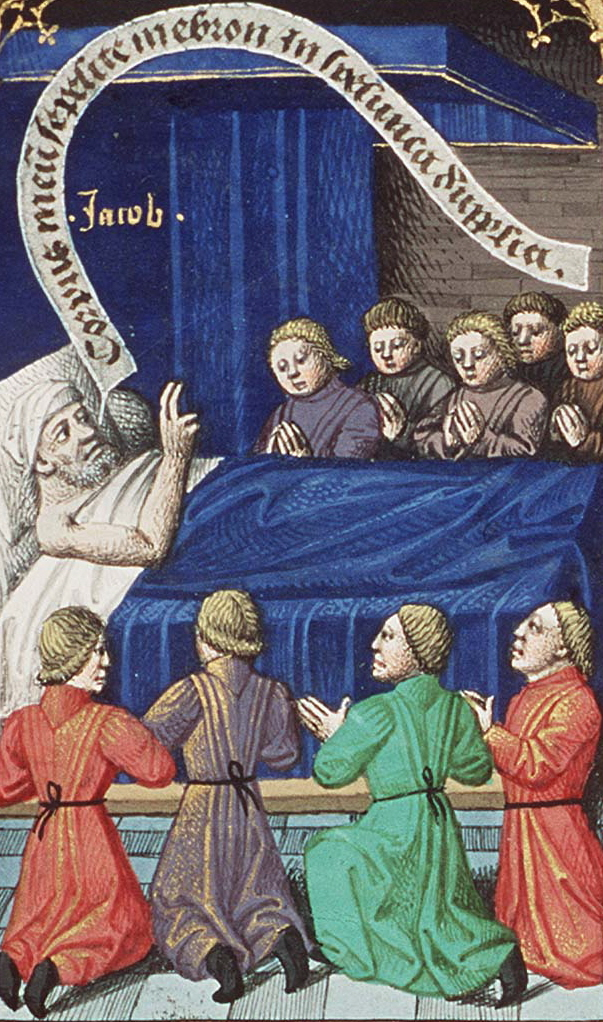
Jakobssegen, dargestellt in einer Miniatur von François Maitre (15. Jahrhundert)

Jakobssegen bezeichnet die Segenssprüche des sterbenden Stammvaters Jakob für die zukünftigen Zwölf Stämme Israels in Gen 49,3–27  u. a. mittels Tiervergleichen.  Diese Stammessprüche dürften unabhängig voneinander in der Zeit der Landnahme bzw. der sogenannten Richter entstanden sein.
Jakobssegen ist außerdem der Titel eines in Kassel ausgestellten Gemäldes von Rembrandt, das Jakobs Segnung seiner Enkel Ephraim und Manasse in Gen 48,17–20  darstellt.

## Quelle
1. ↑  Herders Neues Bibellexikon, 2008, ISBN 978-3451321504